# Bukit Gombak
Bukit Gombak – naziemna stacja Mass Rapid Transit (MRT) w Singapurze, część North South Line. Stacja została otwarta 10 marca 1990 roku. Była częścią Branch Linie do czasu otwarcia przedłużenia do Woodlands 10 lutego 1996 roku. Znajduje się w Bukit Batok w pobliżu Bukit Batok Road i Bukit Batok East Ave 5.